# Sport Chemmy

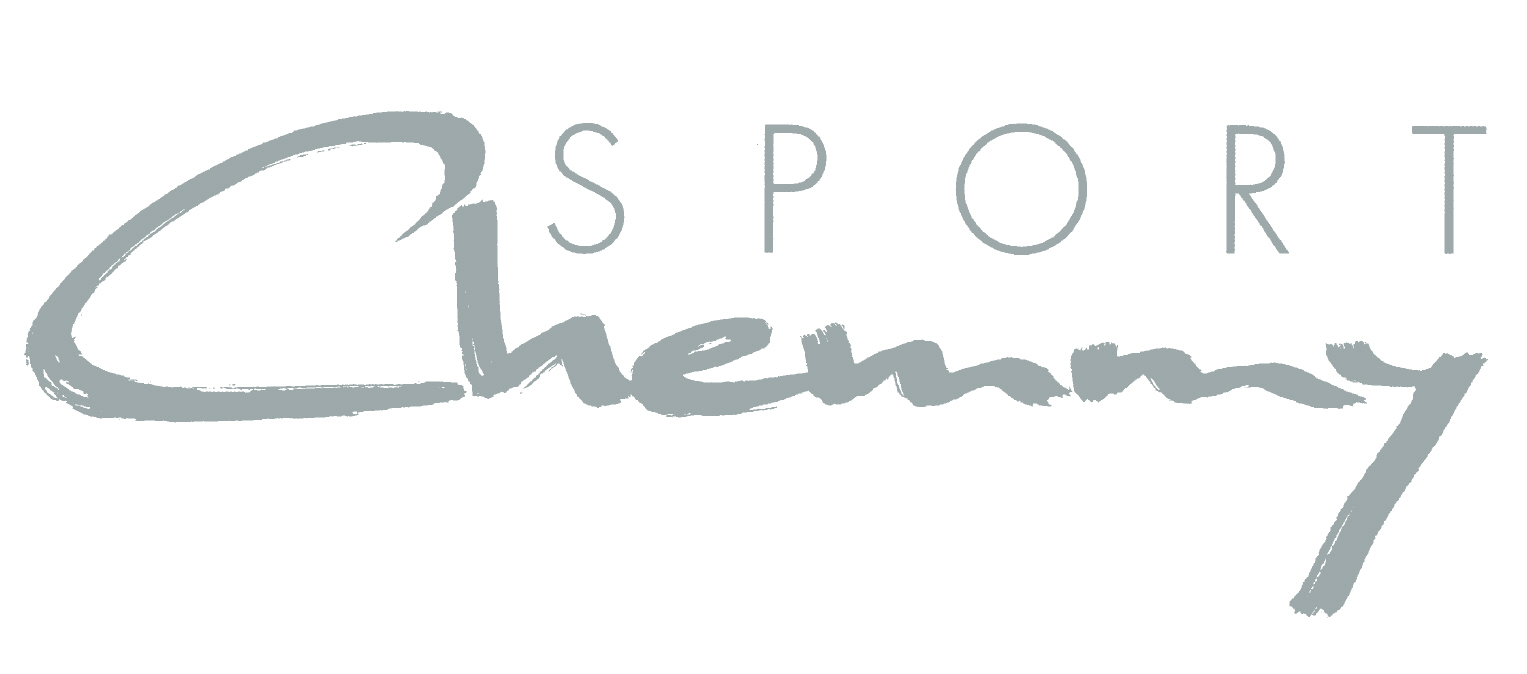
Logo des Chemmy

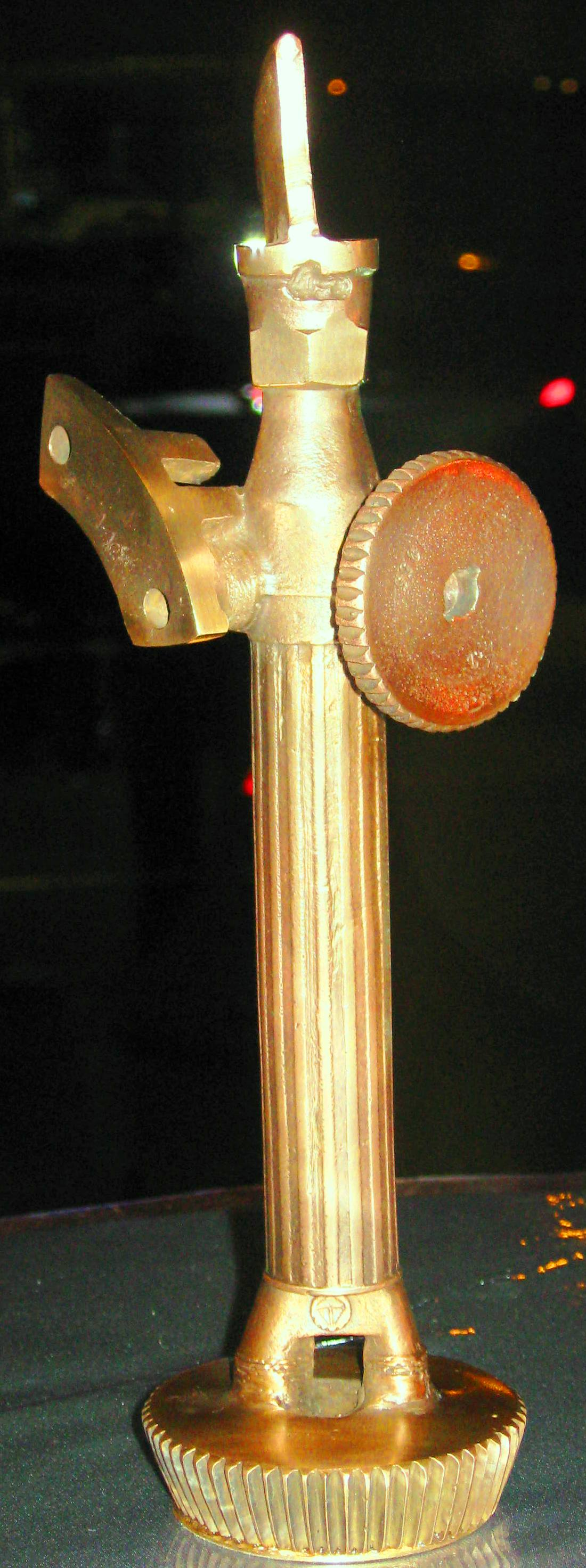
Chemmy

Der Sport Chemmy ist die Auszeichnung für die „Sportler des Jahres“ aus Chemnitz. Weil viele der ausgezeichneten Sportler bundesweit und international bekannt sind, hat der „Sport-Chemmy“ Bedeutung über die Grenzen der Stadt hinaus. Der Chemmy wird jährlich im Rahmen eines Balles als Ehrung für das vergangene Jahr verliehen.
Die Auszeichnung wurde 1998 von den ehemaligen Weltmeistern Michael Hübner (Bahnradsport), Thomas Schönlebe und Jens Carlowitz (Leichtathletik) sowie dem Regisseur Steffen Trautzsch initiiert. Die Ehrenskulptur „Chemmy“, die die industrielle Vergangenheit von Chemnitz symbolisiert, wurde von dem Chemnitzer Künstler Ralph Siebenborn geschaffen.
Seit 2014 arbeitet das Organisations-Team mit der Laureus Foundation zusammen. Die Stiftung fördert Sportprojekte, die Kinder verschiedener sozialer Herkunft und Hautfarbe zusammenbringen. Die Einnahmen aus einer Tombola werden gesammelt und einem Chemnitzer Verein zugutekommen, der sich im Breitensport sozial engagiert.
Aufgrund der COVID-19-Pandemie in Deutschland konnten sowohl die Verleihung 2020 als auch die Verleihung 2021 nicht stattfinden. Stattdessen wurden die Auszeichnungen für beide Jahre zusammengefasst und die Preise einzeln an die Gewinner übergeben.

## Kategorien

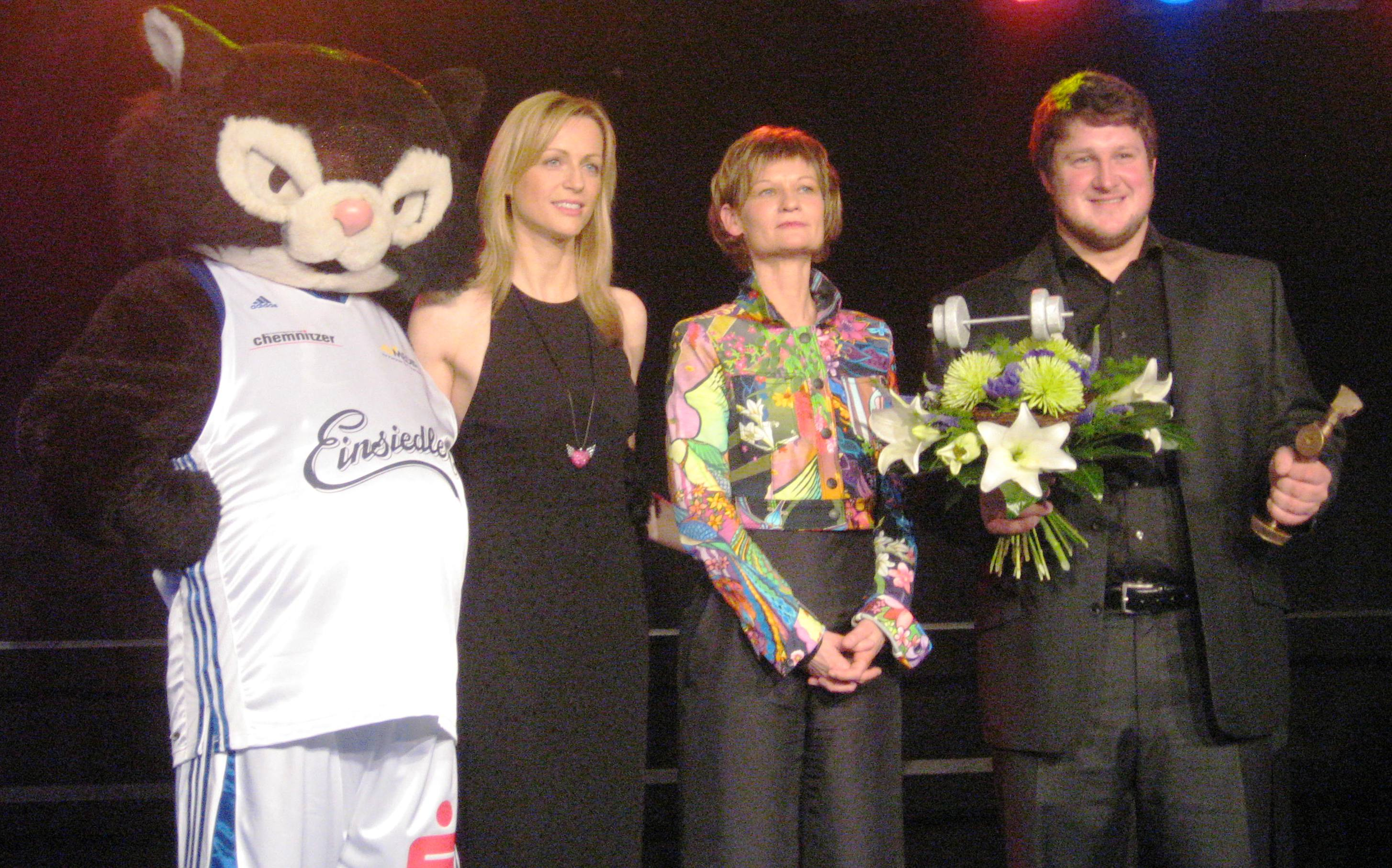
Verleihung des Chemmy 2008 an Matthias Steiner (r.) mit der Chemnitzer Oberbürgermeisterin Barbara Ludwig (M.) und Steiners Lebensgefährtin Inge Posmyk (l.)

Die Ehrung erfolgt in den Kategorien „Sportlerin des Jahres“, „Sportler des Jahres“, „Mannschaft des Jahres“, „Nachwuchssportler des Jahres“, „Lebenswerk“ und ein „Ehren-Chemmy“ für außergewöhnliches, oft auch ehrenamtliches Engagement im sportlichen Bereich.

## Die Jury
Die Preisträger in den ersten fünf Kategorien werden durch die Sportjournalisten aus Chemnitz gewählt, hinzu kommen die Stimmen von Carlowitz, Hübner und Schönlebe. Der „Ehren-Chemmy“ wird allein durch das Votum der Veranstaltungsmacher ausgelobt.

## Preisträgerinnen und Preisträger
| Sportjahr | Sportler                                                                | Sportlerin                                        | Mannschaft                                                           | Nachwuchssportler                                 | Lebenswerk                                                             | Verschiedene |
| --------- | ----------------------------------------------------------------------- | ------------------------------------------------- | -------------------------------------------------------------------- | ------------------------------------------------- | ---------------------------------------------------------------------- | --- |
| 2024      | Max Heß Dreisprung                                                      | Rebekka Haase Leichtathletik                      | Niners Chemnitz/ Basketball                                          | Matteo Stibenz Eisschnelllauf                     |                                                                        | Floor Fighters Chemnitz Floorball „Chemmy der Herzen“ (Publikums-Chemmy)                                                                  |
| 2023      | Max Heß Dreisprung                                                      | Pauline Schäfer-Betz Turnen                       | Niners Chemnitz/ Basketball                                          | Timon Grancagnolo Rodeln                          |                                                                        | Sportgruppe der Stadtmission Chemnitz „Chemmy der Herzen“ (Publikums-Chemmy)                                                              |
| 2022      | Nicolas Heinrich Radsport                                               | Emma Malewski Turnen                              | Niners Chemnitz/ Basketball                                          | Timon Grancagnolo Rodeln                          |                                                                        | Chemnitz Crashers – „Sportler der Herzen“ (Publikums-Chemmy)                                                                              |
| 2020 2019 | Stefan Bötticher Radsport                                               | Maria Purtsa Dreisprung                           | Niners Chemnitz/ Basketball                                          | Nora Kästner Eisschnelllauf                       | Nico Ihle Eisschnelllauf                                               | alle Chemnitzer Vereine „Sportler der Herzen“ (Publikums-Chemmy)                                                                          |
| 2018      | Stefan Bötticher Radsport                                               | Kristin Gierisch Dreisprung                       | Niners Chemnitz/ Basketball                                          | Maxi Klötzer Boxen                                | Monika Scheibe Trainerin Eisschnelllauf                                | Nico Ihle „Sportler der Herzen“ (Publikums-Chemmy)                                                                                        |
| 2017      | Nico Ihle Eisschnelllauf                                                | Pauline Schäfer Turnen                            | Niners Chemnitz/ Basketball                                          | Lea-Sophie Klik Leichtathletik                    | Klaus Ebert Trainer Eisschnelllauf                                     | VTB Chemnitz (Ehren-Chemmy) |
| 2016      | Joachim Eilers Radsport                                                 | Sophie Scheder Turnen                             | Niners Chemnitz/ Basketball                                          | Max Heß Dreisprung                                | Roland Kaiser Chemnitzer Polizeisportverein                            | WSV Grüna (Ehren-Chemmy) Max Heß „Sportler der Herzen“ (Publikums-Chemmy)                                                                 |
| 2015      | Joachim Eilers Radsport                                                 | Sophie Scheder Turnen                             | TuS 1861 Chemnitz-Altendorf e.V./ Turnen                             | Lutricia Bock Eiskunstlauf                        | Bernd Lohse Ehrenvorsitzender des RSV Chemnitz                         | Chemnitzer Freizeit- und Wohngebietssportverein (CWSV) (Ehren-Chemmy) Pauline Schäfer (Turnen) „Sportlerin der Herzen“ (Publikums-Chemmy) |
| 2014      | Nico Ihle Eisschnelllauf                                                | Sophie Scheder Turnen                             | Aljona Savchenko/ Robin Szolkowy Eiskunstlauf                        | Max Heß Dreisprung                                | Stefan Gering ehem. Präsident des VfB Fortuna Chemnitz Fußball         | Kerstin Stopp Vorsitzende des Vereins „Integration durch Sport“ (Ehren-Chemmy) Nico Ihle „Sportler der Herzen“ (Publikums-Chemmy)         |
| 2013      | David Storl Leichtathletik                                              | Sophie Scheder Turnen                             | Aljona Savchenko/ Robin Szolkowy Eiskunstlauf                        | Max Niederlag Radsport                            | Gerd Schädlich Trainer Fußball                                         | |
| 2012      | David Storl Leichtathletik                                              | Sophie Scheder Turnen                             | Aljona Savchenko/ Robin Szolkowy Eiskunstlauf                        | Stefan Bötticher Radsport                         | Stefan Grützner Trainer Gewichtheben                                   | Wolfgang Lötzsch Radsport (Ehren-Chemmy)                                                                                                  |
| 2011      | David Storl Leichtathletik                                              | Lisa-Katharina Hill Turnen                        | Aljona Savchenko/ Robin Szolkowy Eiskunstlauf Chemnitzer FC/ Fußball | Stefan Bötticher Radsport                         | Rolf Stopp CPSV                                                        | Heiko Schinkitz Stadtsportbund Chemnitz (Ehren-Chemmy)                                                                                    |
| 2010      | Matthias Steiner Gewichtheben                                           | Nicole Steger Kraftdreikampf                      | Aljona Savchenko/ Robin Szolkowy Eiskunstlauf                        | Joachim Eilers Radsport                           | Eberhard Langer Förderverein für Jugend und Sport                      | Roland Kaiser Radsport (Ehren-Chemmy) |
| 2009      | Ronny Beblik Boxen                                                      | Kathleen Schöppe Gewichtheben                     | Aljona Savchenko/ Robin Szolkowy Eiskunstlauf                        | David Storl Leichtathletik                        | Siegfried Pietsch Ehrenpräsident des Stadtsportbundes Chemnitz         | Steffen Kamprad Direktor des Sportgymnasiums Torsten Kulakow Direktor der Sportmittelschule (Ehren-Chemmy)                                |
| 2008      | Matthias Steiner Gewichtheben                                           | Maria Götze Schwimmen                             | Aljona Savchenko/ Robin Szolkowy Eiskunstlauf                        | David Storl Leichtathletik                        | Reinhard Dertz Geschäftsführer des Stadtsportbundes Chemnitz (posthum) | Johannes Büchner Leichtathletikverband Sachsen (Ehren-Chemmy)                                                                             |
| 2007      | André Pollmächer Leichtathletik                                         | Joeline Möbius Turnen                             | Aljona Savchenko/ Robin Szolkowy Eiskunstlauf                        | David Storl Leichtathletik                        | Heinz Kühn Ehrenamt Fußball                                            | Schwimm Club Chemnitz von 1892 (Herausragende Jugendarbeit)                                                                               |
| 2006      | Jörg Stingl Bergsteigen                                                 | Kathleen Schöppe Gewichtheben                     | Aljona Savchenko/ Robin Szolkowy Eiskunstlauf                        | Max Finzel Turnen                                 | Irene Salzmann Eiskunstlauf                                            | Helmut Schorler (Ehren-Chemmy) |
| 2005      | Carsten Bergemann Radsport                                              | Nina Köhn Radsport                                | Aljona Savchenko/ Robin Szolkowy Eiskunstlauf                        | Daniel Dotzauer Eiskunstlauf                      | Rainer Bretschneider Chemnitzer Polizeisportverein                     | Peter Seifert OB von Chemnitz (Ehren-Chemmy)                                                                                              |
| 2004      | Jens Fiedler Radsport                                                   | Maria Götze Schwimmen                             | KTV Chemnitz Turnen                                                  | Daniel Clausner Schwimmen                         | Wolfgang Heeg ehem. Präsident des CTC Küchwald (posthum)               | Ingo Steinhöfel Gewichtheben (Ehren-Chemmy)                                                                                               |
| 2003      | Radsport                                                                | Jana Neubert Leichtathletik                       | BV TU Chemnitz Basketball                                            | Christian Kux Radsport                            | Käthe Krüger Trainerin Sportgymnastik                                  | Rick und Roy Furchner Fußball (Ehren-Chemmy)                                                                                              |
| 2002      | Stev Theloke Schwimmen                                                  | Heike Meißner Leichtathletik                      | TuS 1861 Chemnitz-Altendorf e.V. Turnen                              | Marco Weber Eisschnelllauf                        | Klaus Kroll Trainer Gewichtheben                                       | Werner Krutsch (Ehren-Chemmy) |
| 2001      | Lars Riedel Leichtathletik                                              | Kathleen Friedrich Leichtathletik                 | TuS 1861 Chemnitz-Altendorf e.V. Turnen                              | Marco Weber Eisschnelllauf                        | Detlef Baer Trainer Schwimmen                                          | Lars Riedel Leichtathletik (Publikumsliebling)                                                                                            |
| 2000      | Stev Theloke Schwimmen Lars Riedel Leichtathletik Jens Fiedler Radsport | Maria Götze Schwimmen                             | TuS 1861 Chemnitz-Altendorf e.V. Turnen                              | Tina Mietzner Schach                              | Werner Richter Radsport ehemaliger Steher                              | BV TU Chemnitz Basketball (Publikumsliebling)                                                                                             |
| 1999      | Stev Theloke Schwimmen                                                  | Maria Götze Schwimmen                             | Chemnitzer FC Fußball                                                | Claudia Rauschenbach/ Robin Szolkowy Eiskunstlauf | Fritz Brenne ältester Tennis-Spieler Deutschlands (99)                 | BV TU Chemnitz Basketball (Publikumsliebling)                                                                                             |
| 1998      | Jens Fiedler Radsport                                                   | Maria Götze Schwimmen Ilke Wyludda Leichtathletik | XXL-Erdgas-Team Radsport                                             | Claudia Irrgang Eisschnelllauf                    | Hilde Hofmann Trainerin Schwimmen (posthum)                            | ESV Lok Chemnitz Basketball |
| 1997      | Lars Riedel Leichtathletik                                              | Birgit Eggert Basketball                          | Mandy Wötzel/ Ingo Steuer Eiskunstlauf                               | Maria Götze Schwimmen                             | Jutta Müller Trainerin Eiskunstlauf                                    | Kai Kurzawa Boxen (Publikumsliebling) |